# 弹琴蛙
弹琴蛙（学名：Nidirana adenopleura）为赤蛙科琴蛙属的两栖动物。
弹琴蛙体长约5厘米，背部灰棕色或棕绿色。雄蛙有外声囊，叫时接连发出“登、登、登”三声，清脆动听，好像琴上奏出“1-3-5”的音阶。
分布于台湾本岛之中低海拔地區以及中国大陆的浙江、安徽、福建、江西、湖南、广东、广西、海南等地，多生活于静水池塘以及沼泽内隐蔽物下或池岸斜坡上。其生存的海拔范围为480至1800米。该物种的模式产地在台湾。四川峨眉山上的弹琴蛙的叫声被称为“仙姑弹琴”。
弹琴蛙现已被拆分成多个物种, 例如分布于贵州的琴蛙独立为雷山琴蛙(N. leishanensis)。